# چشمه‌شیرین (باغ‌ملک)
چشمه‌شیرین (باغ‌ملک)، روستایی از توابع بخش مرکزی شهرستان باغ‌ملک در استان خوزستان ایران است.

## جمعیت
این روستا از توابع قلعه تل می‌باشد و براساس سرشماری مرکز آمار ایران در سال ۱۳۸۵، جمعیت آن ۴۰۴ نفر (۸۵خانوار) بوده‌است.